# Lista över Don Rosas Disneyserier
Det här är en komplett (september 2006) lista över Don Rosas Disneyserier i kronologisk ordning efter första internationella publiceringsdatum. 
| Nummer | Datum      | Titel                                                | Originaltitel                                 | Titelfigur      | Tecknare                    | Författare           | Kod           |
| ------ | ---------- | ---------------------------------------------------- | --------------------------------------------- | --------------- | --------------------------- | -------------------- | ------------- |
| 1      | 1987-07    | Solens son                                           | The Son of the Sun                            | Joakim von Anka | Don Rosa                    | Don Rosa             | AR 102        |
| 2      | 1987-08    | Företagarna som inte förtog sig                      | Nobody’s Business                             | Joakim von Anka | Don Rosa                    | Don Rosa             | AR 103        |
| 3      | 1987-10    | Ett mytologiskt menageri                             | Mythological Menagerie                        | Kalle Anka      | Don Rosa                    | Don Rosa             | AR 104        |
| 4      | 1987-12    | Väl bilbehållen                                      | Recalled Wreck                                | Kalle Anka      | Don Rosa                    | Don Rosa             | AR 105        |
| 5      | 1987-12    | Pengaflödet                                          | Cash Flow                                     | Joakim von Anka | Don Rosa                    | Don Rosa             | AR 106        |
| 6      | 1988       | En gran att minnas                                   | Fir-Tree Fracas                               | Kalle Anka      | Don Rosa                    | Don Rosa             | AR 109        |
| 7      | 1988-02    | Samling vid pumpan                                   | Fit to be pied                                | Kalle Anka      | Don Rosa                    | Don Rosa             | AR 108        |
| 8      | 1988-04    | Den stora skvimptävlingen                            | Oolated Luck                                  | Kalle Anka      | Don Rosa                    | Don Rosa             | AR 110        |
| 9      | 1988-05    | Nyheterna som spred sig                              | The Paper Chase                               | Joakim von Anka | Don Rosa                    | Gary Leach           | AR 107        |
| 10     | 1988-06    | Sista släden till Dawson                             | Last sled to Dawson                           | Joakim von Anka | Don Rosa                    | Don Rosa             | AR 113        |
| 11     | 1988-07    | Upprymda drömmar                                     | Rocket Reverie                                | Kalle Anka      | Don Rosa                    | Gary Leach           | AR 116        |
| 12     | 1988-07    | Träna och tjäna                                      | Fiscal Fitness                                | Joakim von Anka | Don Rosa                    | Gary Leach           | AR 118        |
| 13     | 1988-08    | Tre stilfulla skolkare                               | Metaphorically Spanking                       | Kalle Anka      | Don Rosa                    | Don Rosa             | AR 119        |
| 14     | 1988-10    | Krokodilsamlaren                                     | The Crocodile Collector                       | Kalle Anka      | Don Rosa                    | Don Rosa             | AR 125        |
| 15     | 1988-11    | En bergvinnare                                       | Fortune On The Rocks                          | Joakim von Anka | Don Rosa                    | Don Rosa             | AR 128        |
| 16     | 1989-05    | Åter till Avskyvärld                                 | Return to Plain Awful                         | Kalle Anka      | Don Rosa                    | Don Rosa             | AR 130        |
| 17     | 1989-07    | Medaljens baksida                                    | The Curse of Nostrildamus                     | Joakim von Anka | Don Rosa                    | Don Rosa             | AR 143        |
| 18     | 1989-08    | Hans Majestät Joakim                                 | His Majesty, McDuck                           | Joakim von Anka | Don Rosa                    | Don Rosa             | AR 145        |
| 19     | 1990-03    | Glömd glädje                                         | Afspraak verjaardag                           | Kajsa Anka      | Don Rosa                    | Ruud Straatman       | H 87112       |
| 20     | 1990-03    | Saligare att giva                                    | Opening visseizoen                            | Kalle Anka      | Don Rosa                    | Arno Buitink         | H 87178       |
| 21     | 1990-03    | På ett silverfat                                     | On a silver platter                           | Joakim von Anka | Don Rosa, Mau Heymans       | Don Rosa             | H 89068       |
| 22     | 1990-04    | Inbillad utbildning                                  | Zeiltocht Katrien                             | Kalle Anka      | Don Rosa                    | Jan Kruse            | H 85218       |
| 23     | 1990-04    | Konsten att hitta rätt                               | Straatschuimers                               | Joakim von Anka | Don Rosa                    | Evert Geradts        | H 87173       |
| 24     | 1990-04    | Gnagande bekymmer                                    | The Pied Piper of Duckburg                    | Oppfinnar-Jocke | Don Rosa, Carl Barks        | Don Rosa, Carl Barks | H 89174       |
| 25     | 1990-04?   | Back in Time for a Dime                              | Back in Time for a Dime                       | Ducktales       | Cosme Quartieri, Robert Bat | Don Rosa             | K DTM 90i     |
| 26     | 1990-06    | Pengagruvan                                          | The Money Pit                                 | Kalle Anka      | Don Rosa                    | Don Rosa             | KD 0190       |
| 27     | 1990-11    | Trädgårdens Michelangelo                             | Master Landscapist                            | Kalle Anka      | Don Rosa                    | Don Rosa             | D 90057       |
| 28     | 1991       | När tiden står stilla                                | On Stolen Time                                | Kalle Anka      | Don Rosa                    | Don Rosa             | D 90147       |
| 29     | 1991       | När ankan föll till jorden                           | The Duck Who Fell To Earth                    | Kalle Anka      | Don Rosa                    | Don Rosa             | D 90161       |
| 30     | 1991       | Under glaskupan                                      | Treasure Under Glass                          | Kalle Anka      | Don Rosa                    | Don Rosa             | D 90227       |
| 31     | 1991       | Vägen till Xanadu                                    | Return To Xanadu                              | Joakim von Anka | Don Rosa                    | Don Rosa             | D 90314       |
| 32     | 1991       | Fönsterputsaren på von Anka-skrapan                  | Incident At McDuck Tower                      | Kalle Anka      | Don Rosa                    | Don Rosa             | D 90345       |
| 33     | 1991       | Kampen om skogarna                                   | War Of The Wendigo                            | Joakim von Anka | Don Rosa                    | Don Rosa             | D 91192       |
| 34     | 1991-10    | Ön vid tidens ände                                   | Island At The Edge Of Time                    | Joakim von Anka | Don Rosa                    | Don Rosa             | D 91071       |
| 35     | 1992       | Sammel Stark slår till igen                          | Super Snooper Strikes Again                   | Kalle Anka      | Don Rosa                    | Don Rosa             | D 91076       |
| 36     | 1992-08    | Den siste av klanen von Anka                         | The Last Of The Clan McDuck                   | Joakim von Anka | Don Rosa                    | Don Rosa             | D 91308       |
| 37     | 1992-08    | Mississippis betvingare                              | The Master Of The Mississippi                 | Joakim von Anka | Don Rosa                    | Don Rosa             | D 91411       |
| 38     | 1992-11    | Vagabonden i Vilda Västern                           | The Buckaroo Of The Badlands                  | Joakim von Anka | Don Rosa                    | Don Rosa             | D 92008       |
| 39     | 1993       | Kopparbergens konung                                 | The King Of The Copper Hill                   | Joakim von Anka | Don Rosa                    | Don Rosa             | D 92083       |
| 40     | 1993       | von Anka-borgens godsherre                           | The New Laird Of Castle Mcduck                | Joakim von Anka | Don Rosa                    | Don Rosa             | D 92191       |
| 41     | 1993       | Afrikas Anka                                         | The Terror Of The Transvaal                   | Joakim von Anka | Don Rosa                    | Don Rosa             | D 92273       |
| 42     | 1993       | I näbbdjurets drömspår                               | The Dreamtime Duck Of The Never Never         | Joakim von Anka | Don Rosa                    | Don Rosa             | D 92314       |
| 43     | 1993       | Bibliotekets beskyddare                              | The Guardians Of The Lost Library             | Gröngölingarna  | Don Rosa                    | Don Rosa             | D 92380       |
| 44     | 1993       | En argonaut i Klondike                               | The Argonaut Of White Agony Creek             | Joakim von Anka | Don Rosa                    | Don Rosa             | D 92514       |
| 45     | 1993       | En miljardär i högländerna                           | The Billionaire Of Dismal Downs               | Joakim von Anka | Don Rosa                    | Don Rosa             | D 93121       |
| 46     | 1994       | På väg till Lillehammer                              | From Duckburg To Lillehammer                  | Kalle Anka      | Don Rosa                    | Don Rosa             | D 93287       |
| 47     | 1994-03    | Fort Ankeborgs försvarare                            | The Invader Of Fort Duckburg                  | Joakim von Anka | Don Rosa                    | Don Rosa             | D 93227       |
| 48     | 1994-04    | Världens rikaste anka                                | The Richest Duck In The World                 | Joakim von Anka | Don Rosa                    | Don Rosa             | D 93288       |
| 49     | 1994-05    | Ankan som inte fanns                                 | The Duck Who Never Was                        | Kalle Anka      | Don Rosa                    | Don Rosa             | D 93574       |
| 50     | 1994       | Enslingen i von Anka-palatset                        | The Recluse Of McDuck Manor                   | Joakim von Anka | Don Rosa                    | Don Rosa             | D 93488       |
| 51     | 1995       | En nutida Krösus                                     | The Treasury Of Croesus                       | Joakim von Anka | Don Rosa                    | Don Rosa             | D 94012       |
| 52     | 1995-03    | Allt löser sig                                       | The Universal Solvent                         | Joakim von Anka | Don Rosa                    | Don Rosa             | D 94066       |
| 53     | 1995-06    | En krona för ditt öde                                | Of Ducks And Dimes And Destinies              | Joakim von Anka | Don Rosa                    | Don Rosa             | D 91249       |
| 54     | 1995-09    | När Yukons hjärtan glimmar                           | Hearts Of The Yukon                           | Joakim von Anka | Don Rosa                    | Don Rosa             | D 95044       |
| 55     | 1995-09    | Den krympande miljonären                             | The Incredible Shrinking Tightwad             | Joakim von Anka | Don Rosa                    | Don Rosa             | D 94202       |
| 56     | 1995-10    | För mycket spänning                                  | Gyro's Beagletrap                             | Joakim von Anka | Don Rosa                    | Don Rosa             | G TEM 9510    |
| 57     | 1995-10    | Columbus hemliga kartor                              | The Lost Charts Of Columbus                   | Kalle Anka      | Don Rosa                    | Don Rosa             | D 94144       |
| 58     | 1996-05    | En anka vid kung Arturs hov                          | The Once And Future Duck                      | Kalle Anka      | Don Rosa                    | Don Rosa             | D 95079       |
| 59     | 1996-06    | De tio avatarernas skatt                             | The Treasure Of The Ten Avatars               | Joakim von Anka | Don Rosa                    | Don Rosa             | D 95153       |
| 60     | 1996-08    | I tyngdlagens namn                                   | A Matter Of Some Gravity                      | Joakim von Anka | Don Rosa                    | Don Rosa             | D 96001       |
| 61     | 1996-12    | Hämnaren i Bluff City                                | The Vigilante Of Pizen Bluff                  | Joakim von Anka | Don Rosa                    | Don Rosa             | D 96089       |
| 62     | 1996       | En alldeles särskild gåva                            | A Little Something Special                    | Joakim von Anka | Don Rosa                    | Don Rosa             | D 96325       |
| 63     | 1997-01    | Rymd-fulingarna anfaller                             | Attack Of The Hideous Space Monsters          | Joakim von Anka | Don Rosa                    | Don Rosa             | D 96203       |
| 64     | 1997-02    | De tre steglitsornas tecken                          | The Sign Of The Triple Distelfink             | Kalle Anka      | Don Rosa                    | Don Rosa             | D 97437       |
| 65     | 1997-05    | De små, små detaljerna                               | An Eye For Detail                             | Kalle Anka      | Don Rosa                    | Don Rosa             | D 94121       |
| 66     | 1997-07    | Eldorados siste härskare                             | The Last Lord Of Eldorado                     | Joakim von Anka | Don Rosa                    | Don Rosa             | D 96066       |
| 67     | 1997-10    | H.O.K.U.S.P.O.K.U.S.T.U.G.G.                         | W.H.A.D.A.L.O.T.T.A.J.A.R.G.O.N.              | Gröngölingarna  | Don Rosa                    | Don Rosa             | D 97052       |
| 68     | 1998-05    | Farbror Joakim och Svarte Riddaren                   | The Black Knight                              | Joakim von Anka | Don Rosa                    | Don Rosa             | D 97346       |
| 69     | 1998-12    | En cowboy på Cutty Sark                              | The Cowboy Captain of the Cutty Sark          | Joakim von Anka | Don Rosa                    | Don Rosa             | D 98045       |
| 70     | 1999-03-01 | Holländarens hemlighet                               | The Dutchman's Secret                         | Joakim von Anka | Don Rosa                    | Don Rosa             | D 98202       |
| 71     | 1999-07-26 | Flykten från Förbjudna Dalen                         | Escape from Forbidden Valley                  | Joakim von Anka | Don Rosa                    | Don Rosa             | D 98346       |
| 72     | 1999-10-03 | Mynt på villovägar                                   | The Coin                                      | Joakim von Anka | Don Rosa                    | Don Rosa             | F PM 99001    |
| 73     | 1999-11-29 | Jakten efter Kalevala                                | Quest for Kalevala                            | Joakim von Anka | Don Rosa                    | Don Rosa             | D 99078       |
| 74     | 2000-09    | Tre caballeros kommer tillbaka                       | The Three Caballeros Ride Again               | Kalle Anka      | Don Rosa                    | Don Rosa             | D 2000-002    |
| 75     | 2000-09    | Till attack!                                         | Attaaaaaack!                                  | Joakim von Anka | Don Rosa                    | Don Rosa             | F PM 2000-201 |
| 76     | 2001-05    | En banbrytare i Panama                               | The Sharpie of the Culebra Cut                | Joakim von Anka | Don Rosa                    | Don Rosa             | F PM 2001-201 |
| 77     | 2001-05-21 | Ligan möter bingen                                   | The Beagle Boys vs. The Money Bin             | Björnligan      | Don Rosa, Dan Shane         | Don Rosa             | D 2000-191    |
| 78     | 2001-10-22 | Korsfararkungarnas krona                             | The Crown of the Crusader Kings               | Joakim von Anka | Don Rosa                    | Don Rosa             | D 2001-024    |
| 79     | 2002-03    | Glöm det!                                            | Forget It!                                    | Joakim von Anka | Don Rosa                    | Don Rosa             | D 2001-095    |
| 80     | 2002-05    | Den första uppfinningen                              | Gyro's First Invention                        | Oppfinnar-Jocke | Don Rosa                    | Don Rosa             | D 2001-143    |
| 81     | 2002-12-02 | Ett fantastiskt drömliv                              | The Dream of a Lifetime                       | Joakim von Anka | Don Rosa                    | Don Rosa             | D 2002-033    |
| 82     | 2003-10-17 | Oskattbart skräp                                     | Thrash and Treasure                           | Kalle Anka      | Don Rosa                    | Don Rosa             | D 2003-017    |
| 83     | 2004-02-20 | Brev hemifrån, eller Den gamla borgens nya hemlighet | A Letter from Home                            | Joakim von Anka | Don Rosa                    | Don Rosa             | D 2003-081    |
| 84     | 2004-06-24 | Svarte Riddaren glorpar igen                         | The Black Knight GLORPS again!                | Joakim von Anka | Don Rosa                    | Don Rosa             | D 2003-235    |
| 85     | 2004-12    | The Starstruck Duck                                  | The Starstruck Duck                           | Kalle Anka      | Don Rosa                    | Don Rosa             | D 2004-277    |
| 86     | 2005-01-17 | Sju caballeros (minus fyra) vågade livet             | The Magnificent Seven (Minus Four) Caballeros | Kalle Anka      | Don Rosa                    | Don Rosa             | D 2004-032    |
| 87     | 2006-05    | Fången vid Ångestfloden                              | Prisoner of White Agony Creek                 | Joakim von Anka | Don Rosa                    | Don Rosa             | D 2005-061    |